# Ісо Каньєнда
І́со Бо́ксер Каньє́нда (англ. Essau Boxer Kanyenda, нар. 27 вересня 1982, Дедза) — малавійський футболіст, що грав на позиції нападника. Відомий за виступами у складі низки російських та південноафриканських клубів, а також збірної Малаві, у складі якої зіграв 60 матчів та відзначився 19 забитими м'ячами.

## Клубна кар'єра
Ісо Каньєнда розпочав виступи на футбольних полях у 1998 році в клубі першого дивізіону чемпіонату Малаві «Велфейр» з його рідного міста Дедза. У 1999 році став професійним футболістом, підписавши контракт із клубом малавійської Прем'єр-ліги ДВАШКО з Нкота-Кота. У 2003 році він перебрався до набагато сильнішого чемпіонату ПАР, де він грав у команді «Джомо Космос» з Йоганнесбурга. У 2000 році він дебютував у національній збірній країни. У 2001 та 2002 роках Каньєнда визнавався кращим футболістом Малаві, причому в 2002 році він визнаний найпопулярнішою людиною в країні. У 2003 році Ісо Каньєнда перебрався до Росії, де став гравцем команди місцевої Прем'єр-ліги «Ростов», хоча в нього також був варіант трансферу до марсельського «Олімпіка». Ісо став першим малавійським футболістом у російській першості. 30 червня 2003 року він зіграв за збірну легіонерів російської першості. Два сезони він виступав у складі «Ростова», за який зіграв 64 матчі, в яких відзначився 11 забитими м'ячами. У 2005 році Каньєнда перейшов до московського «Локомотива» в результаті обміну його на Михайла Ашветію. Проте закріпитися в основі «залізничників» малавійський форвард не зумів, зігравши лише 3 матчі за клуб у першості Росії. У 2006 році Каньєнда став олімпійським послом міста Сочі як одного з кандидатів на проведення Зимових Олімпійських ігор 2014 року. У 2006—2007 роках Ісо Каньєнда знову грав у складі «Ростова» на правах оренди. У 2008 році малавійця віддали в оренду до іншого російського клубу «КАМАЗ», у 2009 році він грав за автозаводську команду вже на постійній основі, загалом зіграв за «КАМАЗ» 44 матчі, в яких відзначився 9 забитими м'ячами. У 2010 році він знову змінив клуб без зміни країни базування, ставши гравцем «Ротора». Усього в російській Прем'єр-лізі Каньєнда зіграв 111 матчів, у яких відзначився 21 забитим м'ячем.
Наприкінці 2010 року Ісо Каньєнда підписав контракт із південноафриканським клубом «Морока Своллоуз». З квітня 2011 року малавійський форвард став гравцем команди «Динамо» (Брянськ), яка грала в ФНЛ. У 2012 році Каньєнда став гравцем данської «Б 93», діями якого керував колишній тренер збірної Малаві. У 2013—2017 роках Каньєнда грав за південноафриканський клуб «Полокване Сіті». 30 липня 2017 року Ісо Каньєнда оголосив про завершення кар'єри гравця та повернення до Малаві для переходу на тренерську роботу. На батьківщині Каньєнда грав у клубі «Бі Форвард Вондерерз», остаточно завершив виступи на футбольних полях у 2019 році.

## Особисте життя
Дружину Ісо Каньєнди звати Квін, у футболіста є три сини: Натан, Вейн та Уево, які живуть у Малаві. Друге ім'я Боксер отримав від батька, який у свою чергу отримав його від діда. За словами Каньєнди, дід був керівником одного з сіл, і йому часто доводилось відстоювати інтереси його жителів або наводити порядок, якщо між ними виникали конфлікти, при цьому вкрай рідко діду не доводилось використовувати кулаки.

## Досягнення
- Володар Кубка Восьми: 2003
- Володар Кубка ліги ПАР: 2003
- Бронзовий призер чемпіонату Росії: 2005
- Футболіст року в Малаві: 2001, 2002